# Lepidiota spinipennis
Lepidiota spinipennis är en skalbaggsart som beskrevs av Frey 1975. Lepidiota spinipennis ingår i släktet Lepidiota och familjen Melolonthidae. Inga underarter finns listade i Catalogue of Life.